# Gabryjałowszczyzna
Gabryjałowszczyzna – dawny zaścianek. Tereny, na których był położony, leżą obecnie na Białorusi, w obwodzie grodzieńskim, w rejonie smorgońskim, w sielsowiecie Sinki.

## Historia
W czasach zaborów w granicach Imperium Rosyjskiego.
W latach 1921–1945 zaścianek leżał w Polsce, w województwie wileńskim, w powiecie oszmiańskim (od 1927 roku w powiecie mołodeckim), w gminie Bienica.
W 1931 w 1 domu zamieszkiwało 8 osób.
Wierni należeli do parafii rzymskokatolickiej i prawosławnej w Bienicy. Miejscowość podlegała pod Sąd Grodzki w Mołodecznie i Okręgowy w Wilnie; właściwy urząd pocztowy mieścił się w Bienicy.